# Piazza della Scala
Piazza della Scala è una piazza situata nel centro di Milano. È collegata a piazza del Duomo tramite la galleria Vittorio Emanuele II.

## Storia

La contrada della Scala nel 1855, prima della realizzazione dell'omonima piazza. I portici che si intravedono sulla destra appartengono al Teatro alla Scala.

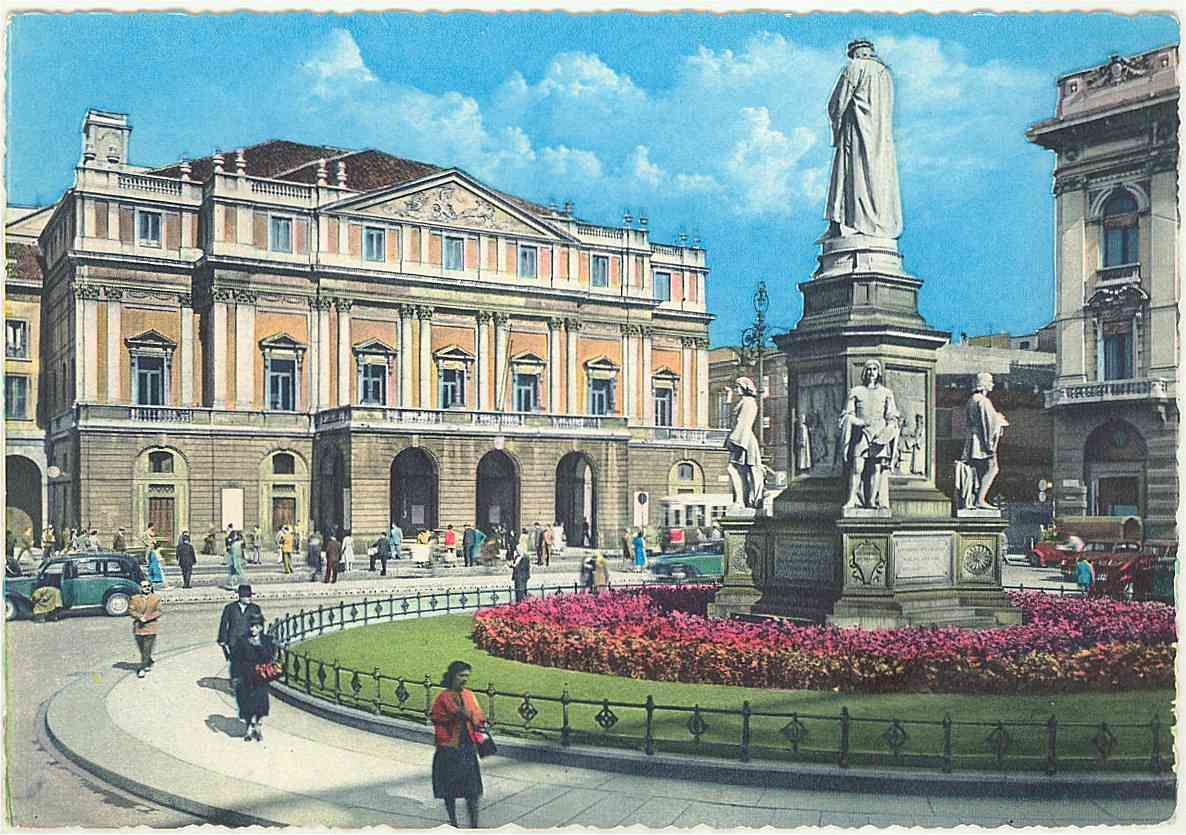
Piazza della Scala nel 1964 con il monumento a Leonardo da Vinci e, sullo sfondo, il Teatro alla Scala.

Piazza della Scala è un'aggiunta relativamente recente all'urbanistica del centro di Milano. Il teatro, che oggi prospetta sulla piazza, si affacciava sulla stretta contrada della Scala (in molte città lombarde, fino all'Unità d'Italia, le vie erano comunemente chiamate "contrade"), così chiamata per la presenza della chiesa di Santa Maria alla Scala, poi demolita nel 1776 per far posto all'attuale teatro.
La piazza fu ricavata nel 1858 mediante la demolizione di diversi edifici che si trovavano di fronte al teatro, tra cui il palazzetto in cui aveva sede lo storico Caffè Martini. Con la demolizione di questi caseggiati, la visione prospettica del Teatro alla Scala cambiò completamente: da edificio situato lungo una stretta via e ben visibile solo passandoci nelle vicinanze, si passò a un complesso architettonico la cui facciata dominava anche da lontano la nuova piazza.
Il più antico edificio che si affaccia su piazza della Scala, Palazzo Marino, fu completato nel 1563. Nel 1861, dopo tre anni dall'apertura della nuova piazza, il municipio di Milano venne trasferito da via Rovello a Palazzo Marino, restaurato nel 1872 da Luca Beltrami, che si ispirò all'ala dell'edificio affacciata su piazza San Fedele, realizzata nel XVI secolo da Galeazzo Alessi. I lavori di rifacimento della facciata di Palazzo Marino si conclusero nel 1892.
Anche il Palazzo della Banca Commerciale italiana (1907-1911) di piazza della Scala è opera di Beltrami: in questo caso il celebre architetto realizzò  ex novo un edificio che avrebbe dovuto essere uno degli elementi caratterizzanti della nuova piazza.. Per poter permettere la costruzione del Palazzo della banca fu demolita l'antica chiesa di San Giovanni Decollato alle Case Rotte (1906). Lo stile architettonico del Palazzo della Banca Commerciale italiana è ispirato alla nuova facciata di Palazzo Marino prospiciente piazza della Scala. Beltrami si occupò anche dell'arredo urbano e dell'illuminazione della nuova piazza.
Altri edifici che si affacciano su piazza della Scala sono Palazzo Beltrami, eretto fra il 1918 e il 1927 sul luogo dove sorgeva Casa Brambilla, chiamata anche "Casa rossa" per le sue decorazioni in terra cotta e anch'esso su progetto di Beltrami; la galleria Vittorio Emanuele II, realizzata tra il 1865 e il 1877 su progetto di Giuseppe Mengoni;  il Casino Ricordi, costruito tra il 1830 e il 1831 su progetto di Giuseppe Piermarini e Giacomo Tazzini.
In piazza della Scala si trovano infine il Monumento a Leonardo da Vinci, opera dello scultore Pietro Magni e inaugurato nel 1872 in occasione della Seconda Esposizione nazionale di Belle Arti, e il Monumento a Giulio Ricordi, opera di Luigi Secchi e lì trasferito nel 2016.

## Edifici e monumenti

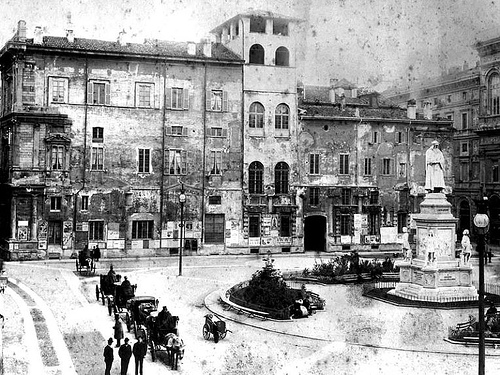
La facciata di Palazzo Marino su piazza della Scala prima del rifacimento portato a termine da Luca Beltrami nel 1892.

Demolizione della chiesa di San Giovanni Decollato alle Case Rotte.

Piazza della Scala a Milano nel 1900 circa.

| Immagine                                          | Dettagli |
| ------------------------------------------------- | --- |
| Teatro alla Scala                                 | Teatro alla Scala Architetto: Giuseppe Piermarini Realizzato tra il 1776 e il 1778                                                      |
| Il Casino Ricordi affiancato al Teatro alla Scala | Casino Ricordi Architetto: Giacomo Tazzini Realizzato tra il 1830 e il 1831                                                             |
| Il Monumento a Giulio Ricordi                     | Monumento a Giulio Ricordi Scultore: Luigi Secchi Inaugurato nel 2016                                                                   |
| Palazzo Marino                                    | Palazzo Marino Architetto: Galeazzo Alessi Realizzato tra il 1557 e il 1563                                                             |
| Galleria Vittorio Emanuele II                     | Galleria Vittorio Emanuele II Architetto: Giuseppe Mengoni Realizzata a partire dal 1865                                                |
| Monumento a Leonardo da Vinci                     | Monumento a Leonardo da Vinci Scultore: Pietro Magni Inaugurato nel 1872 in occasione della Seconda Esposizione nazionale di Belle Arti |
| Palazzo della Banca Commerciale Italiana          | Palazzo della Banca Commerciale Italiana Architetto: Luca Beltrami Concluso all'inizio del XX secolo                                    |
| Palazzo Beltrami                                  | Palazzo Beltrami Architetto: Luca Beltrami Realizzato negli anni venti del XX secolo                                                    |

## Trasporti
- Duomo
- Cordusio